# Nova klasa
Nova klasa je termin koje se koristio za privilegiranu vladajuću klasu birokrata i dužnosnika komunističke partije koje nastaju u staljinističkim zemljama. U Sovjetskom savezu, ova grupa je bila poznata kao Nomenklatura, dok izraz nova klasa se koristila za nove slojeve koje su nastajale u društvima. Trockisti su smatrali da birokratska elita nisu klasa već kasta, jer ne posjeduju svoje produktivno vlasništvo. 